# Grote parelmoerneut
De grote parelmoerneut (Nucula sulcata) is een tweekleppigensoort uit de familie van de Nuculidae. De wetenschappelijke naam van de soort werd in 1831 voor het eerst geldig gepubliceerd door Bronn.

## Beschrijving
De grote parelmoerneut heeft een stevige, ongelijkzijdige schelp. Grote exemplaren kunnen tot 19 mm lang worden. Grijswit, met een matte olijfgroene opperhuid (periostracum) met soms oranje vegen en vlekken. Het hartvormige maantje is onregelmatig. Er zijn fijne uitstralende ribben en concentrische lijnen die het oppervlak van de schaal fijn kruisvormig maken. Er zijn onregelmatige transversale golvingen van het voorste scharniergebied naar de umbo. De binnenkant van de onderrand is ook gekarteld (gecreneleerd). De grote parelmoerneut kan worden verward met de driehoekige parelmoerneut (N. nitidosa), maar de grote parelmoerneut is meestal groter met een voorste scharnierlijn die vaak gegolfd is.

## Verspreiding
Het verspreidingsgebied van de grote parelmoerneut loopt vanaf Noorwegen en de Lofoten-eilanden richting het zuiden tot het Iberisch Schiereiland, alsmede in de noordelijke Noordzee, Middellandse Zee en langs de Atlantische kusten van West-Afrika (Marokko en Senegal, Guinee en Angola). Het kan worden gevonden in modder, modderig zand of kleisedimenten, meestal op grotere diepten, tussen 40-200 meter.
Acila: 
†cobboldiae · 
Ennucula:
tenuis

Nuculoma: 
†haesendoncki · 
†laevigata · 
tenuis

Nucula: 
†fragilis convexior · 
†hanleyi · 
†mixta · 
nitidosa · 
nucleus · 
sulcata ·
trigonula